# Dig Out Your Soul
| Оценки критиков      | Оценки критиков                                                          |
| Источник             | Оценка                                                                   |
| -------------------- | ------------------------------------------------------------------------ |
| Allmusic             | [ 1 ]                                                                    |
| The Panic Manual     | [ 2 ]                                                                    |
| Slant Magazine       | [ 3 ]                                                                    |
| Spin                 | 4 из 5 звёзд · 4 из 5 звёзд · 4 из 5 звёзд · 4 из 5 звёзд · 4 из 5 звёзд |
| The Observer         | [ 4 ]                                                                    |
| The Times            | 4 из 5 звёзд · 4 из 5 звёзд · 4 из 5 звёзд · 4 из 5 звёзд · 4 из 5 звёзд |
| thinkofmusic         | [ 5 ]                                                                    |
| Rolling Stone        | [ 6 ]                                                                    |
| NME                  | (8/10)                                                                   |
| Pitchfork Media      | (4.9/10)                                                                 |
| Rolling Stone Russia | [ 9 ]                                                                    |

Dig Out Your Soul — седьмой и последний студийный альбом группы Oasis, выпущен 6 октября 2008 года. Продюсером альбома выступил снова Дэйв Сарди, работавший с группой над альбомом «Don't Believe the Truth», сам же альбом был записан в Лондонской студии Abbey Road и сведен в Лос-Анджелесе.
Первый сингл с альбома «The Shock of the Lightning», написанный Ноэлем Галлахером, был издан неделей ранее, 29 сентября. Сингл занял 3 место в хит-параде Англии.
Второй сингл с альбома «I’m Outta Time» вышел 1 декабря 2008 года и занял 12 место в хит-параде Англии.
Как и все предыдущие альбомы группы, Dig Out Your Soul занял 1 место в «UK Albums Chart» (в первую же неделю было раскуплено около 200.000 копий), став 51-м по скорости продаж в истории английского хит-парада. В Америке альбом достиг только 5 места. 13 октября Dig Out Your Soul занял лидирующую позицию «The United World Chart».
10 октября 2008 альбом стал платиновым в Англии. Также альбом получил платиновый статус в Ирландии и золотой в Италии и Японии. На сегодняшний день альбом разошёлся по всему миру тиражом более 1,8 млн копий.

## Об альбоме
Dig Out Your Soul получил очень противоречивые отзывы. Одни критики назвали его лучшей работой группы за последние 10 лет, другие (например, американское издание «Rolling Stone») были не очень высокого мнения. Сам Ноэль говорит, что их экспериментальная пластинка «не то, к чему все привыкли», охарактеризовав музыку альбома как «более гипнотическую, более драйвовую», нежели предыдущие их записи.
«Это скорее альбом в том смысле, в котором творили Pink Floyd. Может быть, громких синглов и не будет, но это и не плохо», — рассказал Галлахер в интервью диджею Radio 1 Колину Мюррею.
По словам Ноэля Галлахера, только Бог вдохновил музыкантов на написание этих песен.
Музыкант Райан Адамс признался в интервью сайту The Quietus.com., что новый альбом Oasis поразил его так же сильно, как пластинка «Kid A» группы Radiohead. «Когда я первый раз услышал „Kid A“, я подумал, что не имею ни малейшего представления о том, что это за музыка, но она меня поражает. Это было словно откровение какое-то. Вот и новый альбом Oasis на меня такое же впечатление произвел. Они прошли через какую-то непонятную духовную дверь безумную и потерялись в ином пространстве, и это удивительно».
За песню «The Turning» группу обвинили в плагиате. По мнению некоторых, композиция напоминает давний хит «Devil Woman» поп-певца Клиффа Ричарда .
Тем не менее концерты группы в поддержку нового альбома пользуются огромной популярностью. 80 тысяч билетов на выступление Oasis в Slaine Castle разлетелись за пару часов после поступления в продажу 24 октября. «Нынешний ажиотаж доказывает, что Oasis продолжают укреплять свои позиции от года к году, выводя свою и без того высокую популярность на новый уровень», — значится в пресс-релизе, выпущенном менеджментом группы. «Грядущие концерты группы — событие из ряда тех, которые нельзя пропускать»."Эти концерты станут главным событием следующего года, если не десятилетия. Люди будут вспоминать их всю оставшуюся жизнь", — сказал в интервью Ноэл Галлахер.
В 2009 году издание «Q Magazine» опубликовало список 50 лучших альбомов 2008 года, в котором «Dig Out Your Soul» занял 32 место.
В 2009 году издание «Rolling Stone» опубликовало список 20 лучших оформлений альбомов «Rock List: Best Album Covers of 2008». Обложка Dig Out Your Soul оказалась на 9 месте.
Также песня Falling Down была использована в качестве открывающей композиции для анимационного сериала Eden of the East.

## Список композиций
Все песни, кроме отмеченных, написаны Ноэлем Галлахером.
| №                   | Название                         | Автор(ы)            | Длительность |
| ------------------- | -------------------------------- | ------------------- | ------------ |
| 1.                  | «Bag It Up»                      | Noel Gallagher      | 4:40         |
| 2.                  | «The Turning»                    | N. Gallagher        | 5:04         |
| 3.                  | «Waiting for the Rapture»        | N. Gallagher        | 3:03         |
| 4.                  | «The Shock of the Lightning»     | N. Gallagher        | 4:59         |
| 5.                  | «I'm Outta Time»                 | Liam Gallagher      | 4:10         |
| 6.                  | «(Get Off Your) High Horse Lady» | N. Gallagher        | 4:06         |
| 7.                  | «Falling Down»                   | N. Gallagher        | 4:20         |
| 8.                  | «To Be Where There's Life»       | Gem Archer          | 4:35         |
| 9.                  | «Ain't Got Nothin'»              | L. Gallagher        | 2:14         |
| 10.                 | «The Nature of Reality»          | Andy Bell           | 3:47         |
| 11.                 | «Soldier On»                     | L. Gallagher        | 4:50         |
| Общая длительность: | Общая длительность:              | Общая длительность: | 45:48        |

Bonus tracks
| №                   | Название                           | Автор(ы)            | Длительность |
| ------------------- | ---------------------------------- | ------------------- | ------------ |
| 12.                 | «I Believe in All»                 | L. Gallagher        | 2:41         |
| 13.                 | «The Turning» (Alt. version No. 4) | N. Gallagher        | 4:57         |
| Общая длительность: | Общая длительность:                | Общая длительность: | 53:26        |

| №                   | Название                                                                  | Автор(ы)            | Длительность |
| ------------------- | ------------------------------------------------------------------------- | ------------------- | ------------ |
| 1.                  | «Lord Don't Slow Me Down»                                                 | N. Gallagher        | 3:18         |
| 2.                  | «The Turning» (The Jagz Kooner Remix)                                     | N. Gallagher        | 4:52         |
| 3.                  | «Boy with the Blues»                                                      | L. Gallagher        | 4:40         |
| 4.                  | «Falling Down» (The Chemical Brothers Remix)                              | N. Gallagher        | 4:27         |
| 5.                  | «The Shock of the Lightning» (The Jagz Kooner Remix)                      | N. Gallagher        | 6:40         |
| 6.                  | «I Believe in All»                                                        | L. Gallagher        | 2:41         |
| 7.                  | «To Be Where There's Life» (A Richard Fearless Production)                | Archer              | 6:24         |
| 8.                  | «The Turning» (Alt. Version No. 4)                                        | N. Gallagher        | 4:57         |
| 9.                  | «Waiting for the Rapture» (Alt. Version No. 2)                            | N. Gallagher        | 3:01         |
| 10.                 | «The Shock of the Lightning» (Primal Scream Remix (Italian Version Only)) | N. Gallagher        | 4:25         |
| Общая длительность: | Общая длительность:                                                       | Общая длительность: | 45:25        |

| №  | Название                                                     | Длительность |
| -- | ------------------------------------------------------------ | ------------ |
| 1. | «Gold & Silver & Sunshine» (The Making of Dig Out Your Soul) | 29:00        |
| 2. | «The Making of "The Shock of the Lightning" Video»           |              |
| 3. | «"The Shock of the Lightning" video»                         | 4:13         |

## Участники записи
Oasis
- Лиам Галлахер — акустическая гитара, вокал (1-2, 4-5, 8-11)
- Ноэль Галлахер — электрические и акустические гитары, клавишные, электроника, ударные (1, 3, 11), мелодика (11), ведущий вокал (3, 6, 7), бэк-вокал
- Джем Арчер — электрические и акустические гитары, клавишные, бас-гитара
- Энди Белл — бас-гитара, электрогитара, клавишные, тамбура

приглашённые музыканты
- Зак Старки — ударные
- Джей Дарлингтон — меллотрон, электроника (7)
- The National In-Choir — бэк-вокал (2)

технический персонал
- Дэйв Сарди — продюсирование, сведение
- Райан Касл — инженер
- Энди Брохард — монтаж в Pro Tools
- Кэмерон Бартон — инженер
- Крис Болстер — инженер
- Джиан Райт — инженер
- Иэн Купер — мастеринг
- Алек Гомес/Лори Медина — ассистент

## Чарты
| Страна         | Позиция в хит-параде | Статус      | Продажи |
| -------------- | -------------------- | ----------- | ------- |
| Италия         | 1                    | Золото      | 63,629  |
| Великобритания | 1                    | 2 x Платина | 850,000 |
| Япония         | 2                    | Золото      | 170,900 |
| Ирландия       | 2                    | Платина     | 18,000  |
| Аргентина      | 3                    |             |         |
| Франция        | 4                    | Серебро     | 46,000  |
| Америка        | 5                    |             | 116,000 |
| Австралия      | 5                    |             |         |
| Канада         | 5                    |             |         |
| Германия       | 8                    |             | 25,000  |